# Helichrysum arenarium
Helichrysum arenarium es una planta conocida como  pluma de príncipe o  siempreviva del monte originaria de Europa.

## Descripción
Las hojas son planas, las inferiores en forma elíptica, las superiores lineales. Es peluda por ambos lados. Las flores se disponen en una cabeza floral, un cruce entre umbela y corimbo. Las flores tienen de 3 a 4 mm de ancho y son brillantes de  color amarillo dorado.

## Distribución y hábitat
Originaria de familias escandinavas, se encuentra más ampliamente distribuida hoy en día en su estado salvaje en el Oeste de Europa, desde las landas de Dinamarca hasta el suroeste de Francia y hasta el Este en el Cáucaso, en la arena de los pastizales y brezales.

## Propiedades
Una infusión de las flores  se utiliza en el tratamiento de los trastornos de la vesícula biliar y como diurético en el tratamiento del reumatismo y la cistitis.
Es un componente de zahraa, un té de hierbas con fines medicinales de Siria.

## Ecología
La especie sirve de alimento a las larvas de la polilla Eublemma minutata.

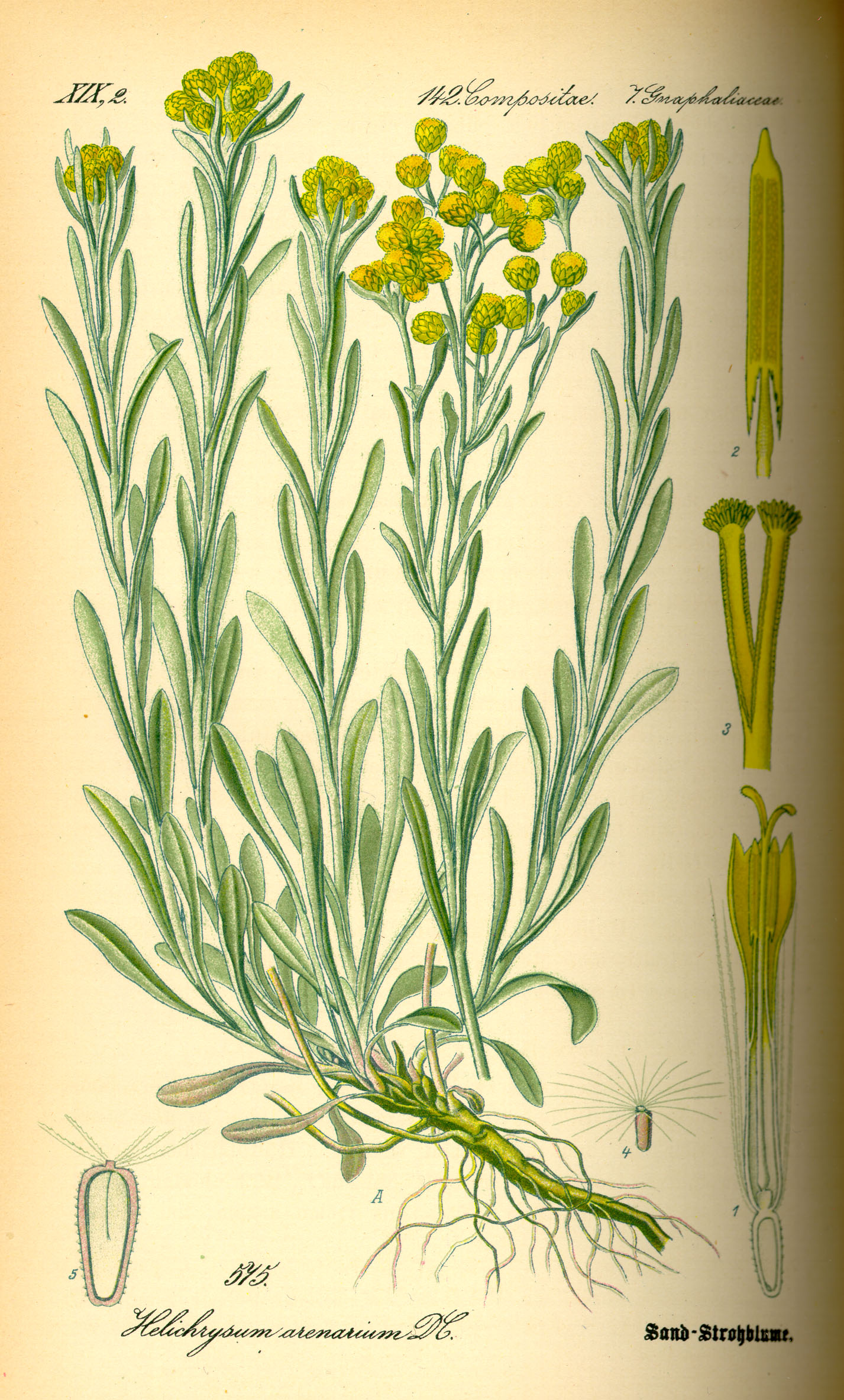
Helichrysum arenarium
de Thomé Flora von Deutschland, Österreich und der Schweiz 1885.

## Taxonomía
Helichrysum arenarium fue descrita por (L.) Moench y publicado en Methodus Plantas Horti Botanici et Agri Marburgensis : a staminum situ describendi 575. 1794.
Etimología
Helichrysum: nombre genérico que deriva del griego antiguo ἕλιξ helix = "retorcido" y χρυσός crisós = "oro".
arenarium: epíteto latíno que significa "en la arena"
Sinonimia
- Cyttarium arenarium Peterm.
- Gnaphalium adscendens Thunb.
- Gnaphalium arenarium L.
- Gnaphalium aureum Gilib.
- Gnaphalium buchtormense Sch.Bip.
- Gnaphalium elichrysum Pall.
- Gnaphalium graveolens Henning
- Gnaphalium ignescens L.
- Gnaphalium prostratum Patrin ex DC.
- Stoechas citrina Gueldenst.[3]